# Jules Lavigne

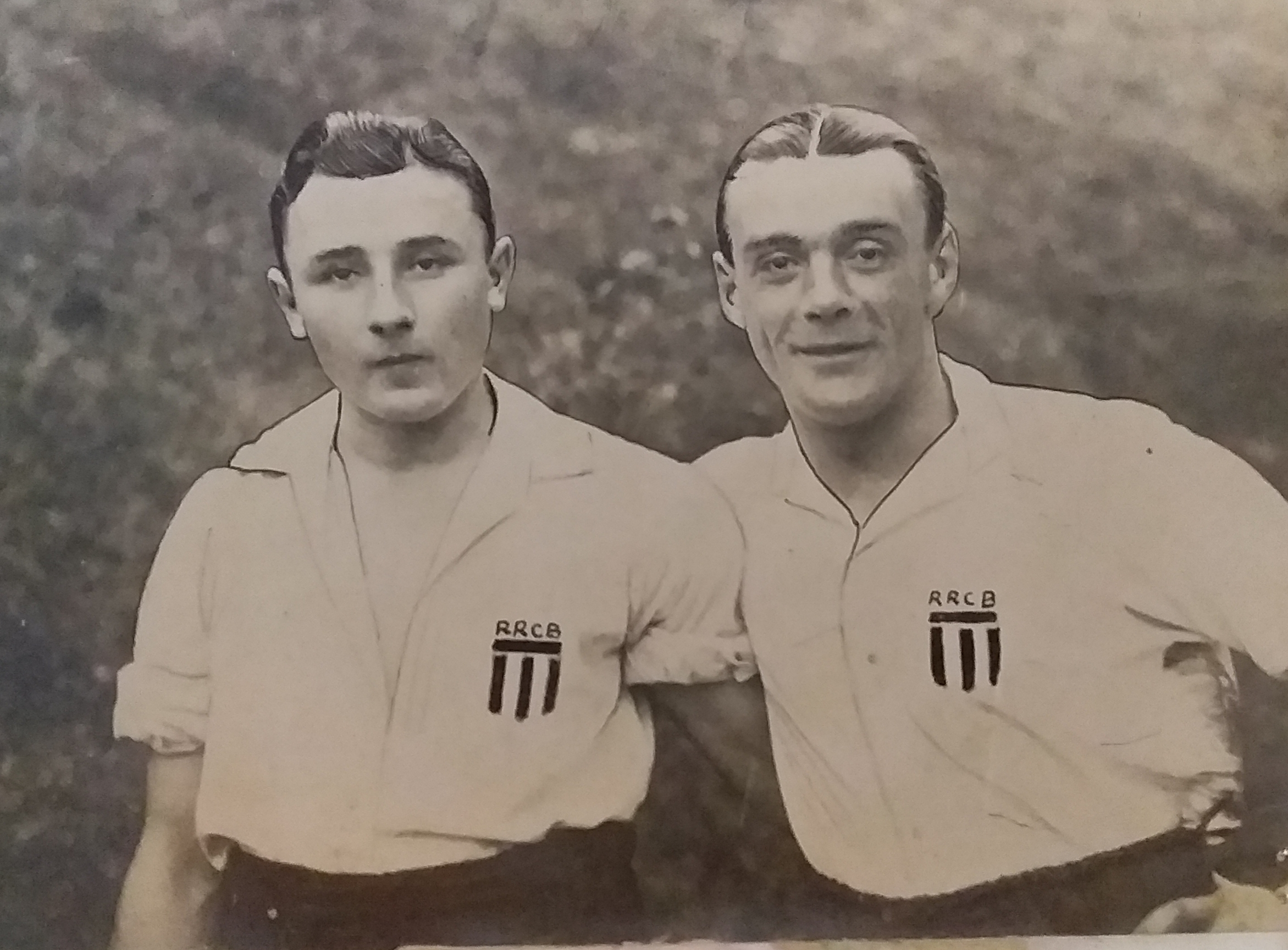
Jules Lavigne (rechts) en Benoit Arys in 1930

Jules Lavigne (Ukkel, 10 maart 1901 - 1957), eigenlijk Jules Lemaire, was een Belgisch voetballer die speelde als verdediger. Hij voetbalde in Eerste klasse bij Racing Club Brussel en speelde 10 interlandwedstrijden met het Belgisch voetbalelftal. Jules Lemaire speelde steeds onder de naam Lavigne, de familienaam van zijn moeder.

## Loopbaan
Lavigne debuteerde in 1919 als verdediger in het eerste elftal van toenmalig Eersteklasser Racing Club Brussel en verwierf er onmiddellijk een vaste basisplaats. De club had op dat moment haar topjaren achter de rug en eindigde steevast in de tweede helft van de rangschikking. Ook toen de club in 1925 en in 1930 naar Tweede klasse degradeerde, bleef Lavigne er voetballen. Telkens kon de ploeg haar plaats in de hoogste afdeling vrij vlug terug innemen. In 1934 degradeerde de club echter definitief uit Eerste klasse. Drie jaar nadien degradeerde de club zelfs naar Derde klasse waarin ze in haar eerste seizoen terug kampioen werden. Lavigne die ondertussen reeds 37 jaar was, verkoos na het behalen van de kampioenstitel een stap terug te zetten en ging nog één seizoen voor Dottignies Sport, dat actief was in de provinciale reeksen, voetballen. In totaal speelde Lavigne 241 wedstrijden in Eerste klasse en scoorde hierbij 3 doelpunten.
Tussen 1928 en 1932 speelde Lavigne 10 wedstrijden met het Belgisch voetbalelftal. Hij werd eveneens geselecteerd voor de Olympische Zomerspelen 1928 in Amsterdam waar hij in twee wedstrijden meespeelde. De laatste vier wedstrijden voor de nationale ploeg speelde Lavigne in het voorjaar van 1932 na een onderbreking van drie jaar. Op dat moment was Lavigne met Racing Club Brussel actief in de Tweede klasse waar ze aan de leiding stonden.